# 熊本県道16号玉名山鹿線
熊本県道16号玉名山鹿線（くまもとけんどう16ごう たまなやまがせん）は、熊本県玉名市から山鹿市に至る県道（主要地方道）である。

## 概要
玉名市両迫間から山鹿市中央通に至る。玉名地方における国道208号と国道3号および九州自動車道の連絡道路の役目を果たしている。

### 路線データ
- 起点：熊本県玉名市両迫間（新玉名駅入口交差点、国道208号交点、熊本県道・福岡県道4号玉名八女線起点、熊本県道・福岡県道6号玉名立花線上）
- 終点：熊本県山鹿市中央通（山鹿市中央通り交差点、国道3号・国道325号交点）

## 歴史
- 1993年（平成5年）5月11日 - 建設省から、県道玉名山鹿線が玉名山鹿線として主要地方道に指定される[1]。
- 2025年（令和7年）6月17日 - 熊本県告示第502号により、高瀬交差点 - 新玉名駅入口交差点までの県道指定が解除される[2]。

## 路線状況

### 重複区間
- 熊本県道・福岡県道4号玉名八女線（熊本県玉名市両迫間・新玉名駅入口交差点（起点） - 玉名市玉名）
- 熊本県道・福岡県道6号玉名立花線（熊本県玉名市両迫間・新玉名駅入口交差点（起点） - 玉名市玉名）
- 熊本県道194号和仁菊水線（玉名郡和水町高野 - 山鹿市坂田・坂田交差点）

### 道路施設

#### 橋梁
- 玉杵名大橋（菊池川、玉名市）
- 子安橋（岩原川、山鹿市）
- 菊志橋（菊志橋、山鹿市）
- 山鹿大堰橋（菊池川、山鹿市）

#### 道の駅
- きくすい（玉名郡和水町）

## 地理

### 通過する自治体
- 玉名市
- 玉名郡和水町
- 山鹿市

### 交差する道路
| 交差する道路                                                                                        | 市町村名 | 市町村名 | 交差する場所 | 交差する場所                |
| --------------------------------------------------------------------------------------------------- | -------- | -------- | ------------ | --------------------------- |
| 国道208号 熊本県道・福岡県道4号玉名八女線 重複区間起点 熊本県道・福岡県道6号玉名立花線 重複区間起点 | 玉名市   | 玉名市   | 両迫間       | 新玉名駅入口交差点 / 起点   |
| 熊本県道・福岡県道4号玉名八女線 重複区間終点                                                        | 玉名市   | 玉名市   | 秋丸         | 秋丸交差点                  |
| 熊本県道・福岡県道6号玉名立花線 重複区間終点                                                        | 玉名市   | 玉名市   | 玉名         |                             |
| 熊本県道309号瀬川玉東線                                                                             | 玉名市   | 玉名市   | 上小田       |                             |
| 福岡県道・熊本県道3号大牟田植木線                                                                   | 玉名郡   | 和水町   | 江田         | 和水町江田交差点            |
| E3 九州自動車道                                                                                     | 玉名郡   | 和水町   | 前原         | 13 菊水IC                   |
| 熊本県道315号竈門菰田山鹿線                                                                         | 玉名郡   | 和水町   | 竈門         |                             |
| 熊本県道194号和仁菊水線 重複区間起点                                                                | 玉名郡   | 和水町   | 高野         |                             |
| 熊本県道194号和仁菊水線 重複区間終点                                                                | 玉名郡   | 和水町   | 坂田         | 坂田交差点                  |
| 熊本県道330号熊本山鹿自転車道線                                                                     | 山鹿市   | 山鹿市   | 宗方通       |                             |
| 国道3号 国道325号 国道443号 重複                                                                    | 山鹿市   | 山鹿市   | 中央通       | 山鹿市中央通り交差点 / 終点 |

### 交差する鉄道
- 九州新幹線

### 沿線
- 玉名温泉
- 菊池川
- 玉名市立玉陵小学校
- 玉名市立玉陵中学校
- 和水町役場
- 和水町立菊水中学校
- 肥後古代の森
- 岩原古墳公園
- 城北高等学校
- 山鹿温泉
- 山鹿市役所